# ارنستو لاکلائو
ارنستو لاکلائو (انگلیسی: Ernesto Laclau؛ ۶ اکتبر ۱۹۳۵ – ۱۳ آوریل ۲۰۱۴) یک فیلسوف و تئوریسین سیاسی مارکسیست اهل آرژانتین بود.
لاکلائو به همراه همسرش، شانتال موف، طلایه‌داران مکتبی موسوم به «مکتبِ تحلیلِ گفتمانیِ اسکس»  به شمار می‌روند. این مکتب در سالهای اخیر به تربیت شاگردانی نظیرِ آلتا نوروال، دیوید هوارث، جیسون گلینوس، یانیس استاوراکاکیس، الیور مارشارت، جیکوب تورفینگ و دیگرانی پرداخته است که امروزه هر یک از آنان در شمار نظریه‌پردازان یا شارحانِ این مکتب یا صاحبان آثار برجسته درباره آن قرار دارند.
وی برنده جوایزی همچون کمک هزینه گوگنهایم شده است.